# Pillar
För andra betydelser, se Pillar (olika betydelser).
Pillar är ett kristet rockband från Tulsa, Oklahoma. Deras sjätte studioalbum Confessions släpptes 2009.

## Medlemmar
Nuvarande medlemmar
- Rob Beckley (f. Robert Benjamin Beckley 20 augusti 1975) – sång, rytmgitarr (1998– )
- Noah Henson (f. 18 april 1981) – sologitarr, sång (2001– )
- Michael "Kalel" Wittig (f. Michael Richard Wittig 21 augusti 1976) – basgitarr, rytmgitarr, munspel (1998–2008, 2012– )
- Lester Estelle II (f. 28 april 1981) – trummor, sång (2002–2008, 2012– )

Tidigare medlemmar
- Taylor Carroll – trummor (2009–2011)
- Brad Noone – (1998–2002)
- Travis Jenkins – gitarr (1999–2001,  2012 (studio))
- Dustin Adams – gitarr (1998–1999)
- Rich Gilliand – basgitarr, sång (2008–2011)

Turnerande medlemmar
- Joey Avalos – gitarr, bakgrundssång (2006–2007)
- James Holloway – trummor (2008)
- Josh Gleave – basgitarr (2008)
- Chase Lovelace – trummor (2008–2009; död 2013)

## Diskografi
Sudioalbum
- Metamorphosis (1999)
- Original Superman (2000)
- Above (2000)
- Fireproof (2002)
- Where Do We Go From Here (2004)
- The Reckoning (2006)
- For the Love of the Game (2008)
- Confessions (2009)
- One Love Revolution (2015)

EP
- Broken Down: The EP (2003)
- Nothing Comes for Free (2006)
- Live at Blue Cats EP (2007)

Singlar (topp 40 på Hot Mainstream Rock Tracks)
- "Live For Him" (#39, 2002)
- "Bring Me Down" (#26, 2004)